# Monako na Letnich Igrzyskach Olimpijskich 1952
Monako na Letnich Igrzyskach Olimpijskich 1952 w Helsinkach reprezentowało 8 zawodników, wyłącznie mężczyzn. Najmłodszym olimpijczykiem był strzelec Marcel Rué (25 lat 247 dni), a najstarszym żeglarz Victor de Sigaldi (60 lat 144 dni).
Był to szósty start reprezentacji Monako na letnich igrzyskach olimpijskich.

## Strzelectwo
Mężczyźni
| Konkurencja                             | Zawodnik         | Wynik        | Miejsce |
| --------------------------------------- | ---------------- | ------------ | ------- |
| Pistolet szybkostrzelny 25 m            | Herman Schultz   | 512 punktów  | 33.     |
| Pistolet szybkostrzelny 25 m            | Charles Bergonzi | 370 punktów  | 53.     |
| Pistolet dowolny 50 m                   | Herman Schultz   | 501 punktów  | 39.     |
| Karabin małokalibrowy leżąc 50 m        | Pierre Marsan    | 387 punktów  | 46.     |
| Karabin małokalibrowy leżąc 50 m        | Roger Abel       | 384 punkty   | 51.     |
| Karabin małokalibrowy trzy postawy 50 m | Roger Abel       | 1061 punktów | 42.     |
| Trap 50 m                               | Georges Robini   | 165 punktów  | 32.     |
| Trap 50 m                               | Marcel Rué       | 146 punktów  | 38.     |

## Żeglarstwo
| Konkurencja | Zawodnik                          | Wyścig I | Wyścig I | Wyścig II | Wyścig II | Wyścig III | Wyścig III | Wyścig IV | Wyścig IV | Wyścig V | Wyścig V | Wyścig VI | Wyścig VI | Wyścig VII | Wyścig VII | Klasyfikacja końcowa | Klasyfikacja końcowa |
| Konkurencja | Zawodnik                          | Czas     | Miejsce  | Czas      | Miejsce   | Czas       | Miejsce    | Czas      | Miejsce   | Czas     | Miejsce  | Czas      | Miejsce   | Czas       | Miejsce    | Punkty               | Miejsce              |
| ----------- | --------------------------------- | -------- | -------- | --------- | --------- | ---------- | ---------- | --------- | --------- | -------- | -------- | --------- | --------- | ---------- | ---------- | -------------------- | -------------------- |
| Klasa Star  | Michel Auréglia Victor de Sigaldi | -        | -        | -         | -         | 3-19:00    | 17.        | 3-25:31   | 21.       | DNF      | AC       | 3-07:58   | 20.       | 3-36:54    | 19.        | 560 punktów          | 21.                  |